# Grover Mitchell

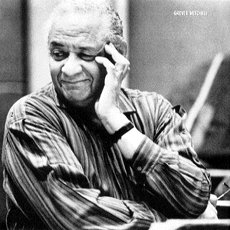
Grover Mitchell

Grover Mitchell (* 17. März 1930 in Whatley, Alabama; † 6. August 2003 in Manhattan, New York) war ein US-amerikanischer Jazz-Posaunist des Swing. Er war ein lebendiger und ein expressiver Solist, der am bekanntesten durch seine Mitarbeit bei Größen des Swing wurde. Er hatte einen anziehenden empfindsamen Ton, der von Tommy Dorsey beeinflusst war.

## Leben und Wirken
Mitchell wuchs in Pittsburgh auf; in den frühen 1960ern zog er an die Ostküste der USA. 1961 arbeitete er im Duke Ellington Orchestra, bevor er 1962 für kurze Zeit bei Lionel Hampton einstieg. In diesem Jahr schloss er sich Count Basie an, bei dem er bis 1970 blieb; er schrieb schon in den ersten acht Monaten bei Basie Musik, erhielt aber keine Gelegenheit ein Arrangement für die Band zu schreiben. 1980 schloss sich Mitchell Basie erneut an und blieb bei ihm bis zu dessen Tod 1984.
In den frühen 1970ern begann Mitchell Musik für Film und Fernsehen zu schreiben, darunter auch die Musik zum erfolgreichen Film Lady Sings the Blues, in dem Diana Ross Billie Holiday spielte. In den 1970er Jahren fing er an seine eigenen Bands zu führen, einschließlich einer Big Band für das Label Jazz Chronicles in den 1970er Jahren und ein Basie ähnliches Orchester, das in der zweiten Hälfte der 80er für das Label Stash aufnahm. Mitchell nahm noch für das Label Ken Music auf, und seit 1995 leitete er das Basie Orchestra. 1997 erhielt er einen Grammy Award für seine Bigbandarbeit (Count Basie Orchestra with New York Voices Live at Manchester Craftsmen’s Guild). Der zart und weich klingende Posaunist erkrankte an Krebs und starb am 6. August 2003.